# Yichudim
Yichudim (ebraico: "Unificazioni", sing. Yichud) è una forma specifica di meditazione ebraica nell'Ebraismo cabalistico mistico, che denota in maniera particolare il completo metodo meditativo sviluppato da Isaac Luria (1534–1572).
Il termine Yichud si trova [anche] nella Halakhah (Legge ebraica), a significare una "segregazione" maschio-femmina. Lo stesso termine, al singolare yichud (q.v.) viene infatti usato in una forma di rituale del matrimonio ebraico.
Nell'antropomorfismo esoterico della Cabala, Yichudim indica le unificazioni degli "aspetti" divini "maschile e femminili" nelle Sephirot superne.

## Nello Zohar
Lo Zohar parla di due tipi di Yichudim in generale: Yichud Mah Ban e Yichud Ava. Questi nomi divini derivano da espansioni esoteriche del Tetragramma, rappresentando diverse forze superne.
La teosofia cabbalistica esplora la funzione esoterica del Yichudim nella creazione che si dispiega nei reami spirituali, mentre la Cabala meditativa interpreta e influenza queste forze superne attraverso la "psiche" umana, come intenzioni mistiche Kavanot durante la preghiera, l'osservanza ebraica o la pratica isolata detta Hitbodedùt.
La dottrina cabalistica vede unificazioni nei reami divini tra le Sephirot, e tra Dio e la creazione inferiore, come compito teurgico riparatore dell'uomo. Tra le Sephirot ciò è simboleggiato dall'unificazione del principio maschile rivelato (anche in Tiferet) - "Il Santo Benedetto Egli sia", Qadosh BarukhHu si rivela tramite tutte le Sefirot - e il femminile (sovente in Malkuth: discende immanentemente nella creazione, come Presenza divina Shekhinah "in esilio").

### Spiegazione chassidica dello Zohar
Yichud Mah u Ban nella psiche umana è l'unificazione delle proprie "emozioni" con l'azione o il legame tra Chokhmah e Binah, quindi per le facoltà dell'intelletto, in sintesi nel rapporto tra il "potenziale" ed il "realizzato".
Yichud Ava è il procedimento mediante il quale un cabalista traccia un oggetto o un concetto in questo mondo fisico attraverso i vari livelli del processo creativo di Dio per tale oggetto o concetto. L'obiettivo di un'unificazione è duplice. Primo, per scoprire l'intrinseco del "divino" nell'oggetto su cui si medita, e secondo, per riportare la Divinità "a casa", per così dire. Una volta che il divino della cosa è rivelato, il cabbalista cercherà di capire concettualmente come tutti i livelli che un tempo lo separavano da Dio sono in realtà una cosa sola. Il pensiero chassidico descrive due livelli di questo Divino Yichud (Unità) con la Creazione: Yichuda Ila'ah (Unità Superiore) in cui la Creazione viene annullata all'interno della totalità divina, Yichudah Tata'ah (Unità Inferiore) in cui la Creazione percepisce la propria esistenza dipendente da Dio.

## Sistema di meditazione lurianica
Isaac Luria, padre della Cabala moderna, sviluppò i riferimenti zoharici a Yichudim in un sistema esoterico completo di meditazione, basandolo sul nuovo schema mitologico della Cabala lurianica. Esteriormente, lo Zohar sembra essere unicamente un testo teosofico. Tuttavia, attraverso la descrizione teosofica di Luria della struttura cosmica come un sistema dinamico di interazione completa, l'anima dell'uomo incorpora e interagisce dinamicamente con i processi superni della creazione. Dove Moses Cordovero precedentemente aveva sviluppato un metodo zoharico lineare di meditazione basato sulla sua concezione delle Sephirot come potenze "discrete", il metodo di meditazione Yichudim di Luria si basa sulle Sephirot come Partzufim (figure divine) antropomorfici che [si] "investono" (assorbono/assimilano) reciprocamente. La sua sistematizzazione della dottrina zoharica in un processo globale, gli ha permesso di estrarre pratiche di meditazione Yichudim dalle descrizioni più esoteriche dello Zohar. Queste pratiche meditative elitarie attrassero l'attenzione del culto cabalistico successivo e furono ulteriormente ampliate e osservate in un ambiente comune da Shalom Sharabi e il circolo Beit El.

### Esempio di meditazione Yichudim
(Nechunià ben Hakanà, anche Siddur)
Allo stesso modo dei i Partzufim lurianici, che interagiscono e si investono tra di loro, così anche per le meditazioni lurianiche Yichudim questi processi superni sono attivati teurgicamente nella psiche combinando e di solito avvolgendo le lettere dei particolari nomi divini l'uno dentro l'altro. Un semplice esempio di meditazione Yichud:

"L'anima inferiore (nefesh) proviene dall'Universo di Assiah, che è associato col nome Adonai ("Signore", nome divino associato alla Sefirah Malkuth). Si dovrebbe quindi meditare sul nome Adonai (ADNI) legandolo al nome Yahweh (Tetragramma, nome associato alla Sefirah Tiferet) nell'Universo di Assiah. Si deve poi aggregare questo al nome Ehyeh (AHYH "Io Sono", associato alla Sefirah Keter) nell'Universo di Assiah.

Si deve allora meditare su ciò, elevando il nome Ehyeh di Assiah e combinandolo con ad Adonai di Yetzirah. Adonai di Yetzirah deve quindi aderire a YHWH di Yetzirah.

Si procede in questa maniera passo per passo, finché non si raggiunge Ehyeh di Atziluth. Si deve allora connettere Ehyeh di Atzilut al livello più alto, che è l'Ein Sof."

Luria insegna molte meditazioni Yichudim dettagliate e approfondite per scopi particolari. Oltre a Kavanot di preghiera e di accompagnamento alle osservanze ebraiche, queste includono meditazioni da svolgere quando si è prostrati sulla tomba di un santo, una pratica dei cabalisti di Safed del XVI secolo per poter unirsi all'anima del giusto, in ebraico "Zaddiq".

## Preghiera chassidica
Gli elaborati Yichudim esoterici lurianici per accompagnare la preghiera liturgica furono sostituiti dal primo Chassidismo del XVIII secolo con una nuova forma di meditazione ebraica insegnata dal Baal Shem Tov, in base alla sua preoccupazione per il deveikut, la diretta consapevolezza interna della divinità. Tuttavia, un esiguo numero di Yichudim esistenti per altri scopi, insegnati dal Baal Shem Tov, sono registrati nei primi testi chassidici.